# 莫戈特村委员会
莫戈特村委员会（俄语：Моготский сельсовет）是俄罗斯联邦阿穆尔州腾达区所属的一个村委员会。其下辖有2个居民点，行政中心为莫戈特。据2016年统计，该村委员会的人口为672人。